# 天津市嘉诚中学
天津市嘉诚中学，原名天津市耀华嘉诚国际中学，是天津市耀华中学和北京加成通业信息咨询有限公司共同创办，其前身是1994年成立的公办民助的天津市华星中学。天津市耀华嘉诚国际中学的大部分教学设施与天津市耀华中学共用。从2003-2004学年度第一学期开始招收第一届学生。

## 历史
1994年，天津市耀华中学成立天津市华星中学。2003年，在天津市率先将民办公助校“华星中学”改制为民办校，与北京加成通业信息咨询有限公司合作成立了理事会领导下的耀华嘉诚国际中学，之后于2009年更换北京北方投资集团为新的办学合作伙伴。
耀华嘉诚国际中学在2005-2006学年度第一学期之前以耀华中学内的第三校舍作为初中教学楼，自从2005-2006学年度开始，以整修后的原天津市新华职工大学校舍（现名明德楼）作为初中教学楼。高三学生与耀华中学合班教学。
从2006-2007学年度第一学期开始招收第一届单独编班的高一学生，原高二、高三学生不变。
2021年5月，中办、国办印发《关于规范民办义务教育发展的意见》，要求民办义务教育不得冠以“国际”之名和包含公办学校名称或简称。学校遂更名为天津市嘉诚中学，主校区迁至天津市河东区新博路5号。同年，初中部停止招生。原山西路294号明德楼校址仍保留为老生教学楼，新生将在新博路校区开展学习生活。
2024年，随着最后一届初高三学生毕业，耀华嘉诚国际中学正式迁出耀华本部校区，原校址「明德楼」成为建华中学「营口道校区」。